# Pyrenäen-Herbst-Krokus
Der Pyrenäen-Herbst-Krokus (Crocus nudiflorus) ist eine Pflanzenart aus der Gattung der Krokusse (Crocus).

## Beschreibung

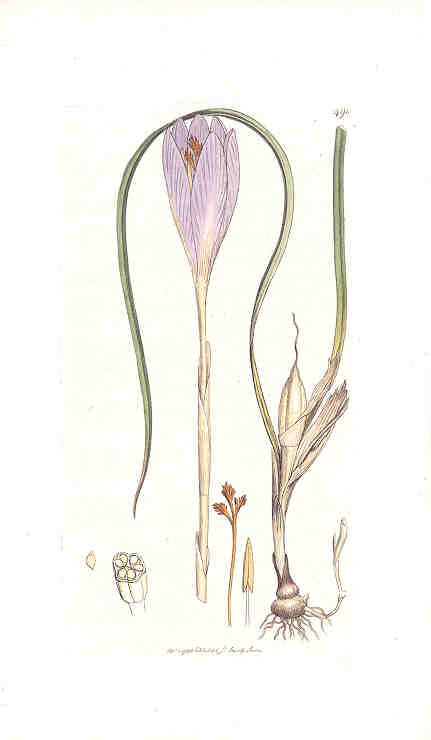
Illustration

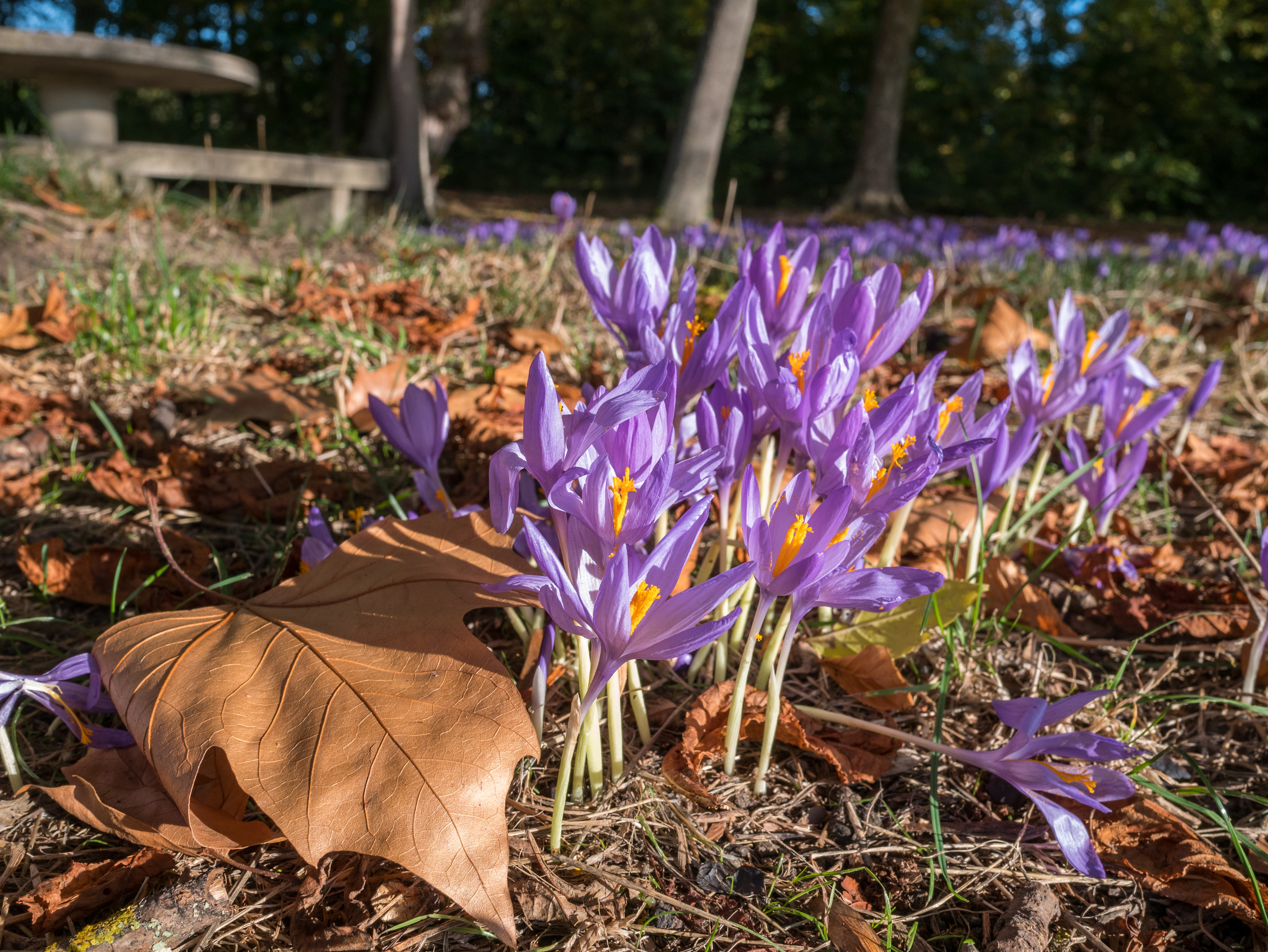
Gruppe Crocus nudiflorus in einem Park im Baskenland

### Vegetative Merkmale
Der Pyrenäen-Herbst-Krokus ist eine frühjahrsgrüne, ausdauernde krautige Pflanze, die Wuchshöhen von vermutlich 8 bis 17 Zentimetern erreicht. Dieser Geophyt bildet Knollen als Überdauerungsorgane. Aus den Achselknospen der Knollen entspringen unterirdische Ausläufer. Die drei bis vier Laubblätter sind 2 bis 4 Millimeter breit. 

### Generative Merkmale
Die zwittrigen Blüten sind radiärsymmetrisch und dreizählig. Die 2 × 3 Blütenhüllblätter sind meist tiefpurpurfarben, selten auch lilapurpurfarben. Die Perigonzipfel sind stumpf, 30 bis 60 Millimeter lang sowie 9 bis 20 Millimeter breit und auf ihnen sind keine Nerven deutlich zu erkennen. 
Die Blütezeit reicht von September bis Oktober.
Die Chromosomenzahl beträgt 2n = 22.

## Vorkommen
Der Pyrenäen-Herbst-Krokus kommt im nördlichen Spanien sowie südwestlichen und zentralen Frankreich vor. Er wächst auf offenen feuchten Wiesen in Höhenlagen von 0 bis 2000 Metern. Der Pyrenäen-Herbst-Krokus ist in England hier und da eingebürgert.

## Nutzung
Der Pyrenäen-Herbst-Krokus wird selten als Zierpflanze für Steingärten und Rasen genutzt.

## Belege